# 2030年冬季オリンピック
2030年冬季オリンピック（にせんさんじゅうねんとうきオリンピック）は、2030年にフランスアルプス で開催される予定の第26回冬季オリンピック。フランスアルプス2030（French Alps 2030、Alpes Françaises 2030）と呼称される。
2024年7月24日の第142次IOC総会で開催地が決定された。ただし、開催にはフランス政府の財務保証が必要である。
開催地のフランスアルプスは2つの地域圏を合わせた通称であり、オリンピックの開催地に都市などの自治体以外が選ばれるのは史上初である。これは、オリンピック憲章の開催地の規定が「単一の都市・地域・国」から「複数の都市・地域・国」に改定されたことで、2地域圏全体での開催が可能になったことによるものである。
フランスアルプス（オート＝サヴォワ、サヴォワ、ブリアンソン）でスノースポーツ、ニースで氷上スポーツと閉会式が行われる予定である。

## 開催地決定までの経緯

### 当選
- フランス
  - フランスアルプス（オーヴェルニュ＝ローヌ＝アルプ、プロヴァンス＝アルプ＝コート・ダジュール両地域圏）[6]

### 落選
- スウェーデン [7]
  - ストックホルム／オーレ

スウェーデンは2026年大会の招致にも立候補していたが、イタリアのミラノ／コルティナダンペッツォに敗れている。
- スイス[7]
  - 開催は全国規模の分散型

実施可能施設がないスピードスケートは、近隣諸国の施設で実施する可能性があると発表していた。2023年11月29日のIOC理事会において、2038年大会の「優先的な対話を進める候補地」に選ばれた。

### その他
- アメリカ合衆国
  - ソルトレイクシティ

過去に2002年冬季オリンピックを開催。実現すれば28年ぶり2回目の開催となる。ただ、同国内では2028年にロサンゼルスにて夏季オリンピックが開催されることから、2034年開催が望ましいとする意見も出ていた。アメリカオリンピック・パラリンピック委員会は2023年9月、2034年大会への立候補を正式承認したが、2030年大会も開催可能ではあると発表した。しかし、2023年11月29日のIOC理事会において、2034年大会の「最優先候補地」に選ばれた ため、アメリカは2030年大会には立候補しなかった。2034年大会のソルトレイクシティ開催は、2024年7月のIOC総会で、2030年大会のフランスアルプス開催決定と同時に正式に決定された。

## 招致プロセス
2019年にローザンヌで開催された第134回IOC総会において、新しいIOC招致プロセスが承認された。「オリンピック・アジェンダ2020」の関連提言を受けた主な提案は以下の通りである。
- あらゆるオリンピックイベントについて、都市/地域/国と国内オリンピック委員会の間で招致の意向を探り、創造するための恒久的で継続的な対話を確立する。
- 将来のオリンピックイベントの招致の意向を監視してIOC執行委員会に報告する、夏季大会と冬季大会の2つの将来開催地委員会(Future Host Commission)を設立する。
- 将来開催地委員会の一部を非執行理事にすることで、IOC総会の影響力を高める。

また、IOCはオリンピック憲章の柔軟性を高めるために、「大会の7年前」とした選挙の期日を削除し、開催地を「単一の都市・地域・国」から「複数の都市・地域・国」に変更した。
この招致プロセスの変更は、ドイツの招致メンバーから「不可解」であり、「非透明性の点で」超えることは難しいと批判された。
2023年6月、同年10月の理事会で2030年大会と同時に2034年大会の同時決定や持ち回り開催の実現可能性を報告するとした。
2023年11月29日、IOC理事会は、2030年大会の「最優先候補地」としてフランスのオーヴェルニュ＝ローヌ＝アルプ、プロヴァンス＝アルプ＝コート・ダジュール両地域圏を選び、2024年7月の総会で正式に決定された。

### 将来開催地委員会
招致の意向のある地域や、IOCが関心を持たせたい地域候補を監視する夏季大会の将来開催地委員会の全構成は以下の通りである。
| IOC委員（4名）                                                                                    | その他の委員（4名） |
| ------------------------------------------------------------------------------------------------- | --- |
| - オクタヴィアン・モラリュー（委員長） - グニラ・リンドバーグ - カール・ストス - サミラ・アスガリ | - 張虹（アスリート委員会） - イヴォ・フェリアーニ（AIOWF） - ネヴェン・イリッチ（NOCs） - リタ・ヴァン・ドリエル（IPC委員） |

## 過去に立候補への関心を表明した都市
- スペイン（ フランス／ アンドラ）
  - バルセロナ／ピレネー／カタルーニャ／アラゴン

バルセロナは過去に1992年夏季オリンピックを開催しており、実現すれば38年ぶり2回目の五輪開催だった。屋外競技はピレネー山脈で行い、室内氷上競技をカタルーニャで、雪上競技をアラゴンで行う予定とし、一部競技をアンドラ／フランス側でも行うことを予定しており、実現すれば冬季五輪初の複数国開催となっていたが、2022年6月に共催を検討していたカタルーニャ州とアラゴン州の政府間で合意が得られず撤退を表明した。
- 日本
  - 札幌市

過去に1972年冬季オリンピックを開催しており、実現すれば58年ぶり2回目の五輪開催だった。過去に1984年冬季オリンピックにて2回目の冬季オリンピックを開催しようと立候補したが、サラエボに敗れ、その後2026年冬季オリンピックの招致を目指したが、平昌・北京に続く3回連続冬季五輪東アジア開催による懸念、2018年9月6日に発生した北海道胆振東部地震の影響を受けたことや、2030年度末に予定されている北海道新幹線の札幌延伸を見据え、2030年の五輪招致を地元経済界が要望していたことから、2018年9月17日に札幌市は国際オリンピック委員会（IOC）に2026年五輪招致断念を伝達をしていた。その後2030年開催を目指すも2022年7月に発覚した2020年東京オリンピックの汚職問題等により、同年12月に「積極的な機運醸成活動」を一時停止。また汚職問題以外にも、開催に要する莫大な経費を理由に、オリンピック開催に道民の半数以上が反対するとの世論調査もあり、2023年10月札幌市は2030年開催を断念し2034年招致に方向転換することとなった。しかしその後、IOCが2030年大会と2034年大会の候補地を内定し、2038年大会についても候補地を絞り込んだため、2038年大会までの招致が事実上不可能となったことから、2023年12月19日、札幌市は「現在の招致活動を停止する」と発表した。

- カナダ
  - バンクーバー／ウィスラー

過去2010年冬季オリンピックを開催。実現すれば20年ぶり2回目の開催だった。しかしブリティッシュコロンビア州は、2022年10月27日、直接費用だけで数十億ドルの開催コストを理由に招致を支持しないと発表した。市は立候補継続を表明。
- カザフスタン
  - アルマトイ

実現すれば同国初の五輪開催だった。過去に2014年の冬季五輪開催都市に立候補したものの、一次選考で落選し、2022年冬季五輪にも立候補したが、北京に僅か4票差で落選し、2026年大会への立候補を報じられていたが市長は否定したため、本大会の開催都市を目指していた。
- カナダ
  - カルガリー

過去1988年冬季オリンピックを開催。実現すれば42年ぶり2回目の開催だった。
- ジョージア
  - ボルジョミ
- ボスニア・ヘルツェゴビナ
  - サラエボ

過去1984年冬季オリンピックを開催。実現すれば46年ぶり2回目の開催だった。
- ドイツ
  - シュマルカルデン